# Don Mitchell (concepteur d'avions)
Pour les articles homonymes, voir Don Mitchell (homonymie) et Mitchell.
Don (Donald) Mitchell est un concepteur d'avion américain.

## Avions portant son nom
- Mitchell Nimbus
- Mitchell U-2 Superwing
- AmeriPlanes Mitchell Wing A-10